# バイナル・カスラインの戦い
バイナル・カスラインの戦い（バイナル・カスラインのたたかい）は、1169年8月にファーティマ朝のワズィール（宰相）としてエジプトで権力を確立しつつあったサラーフッディーンとこれに反発するアフリカ系黒人部隊をはじめとするファーティマ朝軍の間で起こった戦闘である。
1169年にファーティマ朝のワズィールに就任したサラーフッディーン（サラディンの呼び名でも知られる）は、シリアから自分に同行していた配下のクルド人やトルコ人の兵士を優遇し、その結果として従来のファーティマ朝の支配者層から反発を招いた。中世の史料によれば、この反発は宮殿の執事であった黒人宦官のムウタミン・アル＝ヒラーファによるサラーフッディーンの排除に向けた陰謀へと発展した。その後、ムウタミンから十字軍へ派遣された使者が捕らえられたことでサラーフッディーンは陰謀の存在を知り、ムウタミンを殺害したとされているが、現代の一部の歴史家は、サラーフッディーンによるムウタミン殺害の行動を正当化しようとした中世の歴史家がこの陰謀の話を創作したのではないかと疑っている。
いずれにせよ、このムウタミンの殺害に憤慨したファーティマ朝軍の黒人部隊が殺害翌日の8月21日に反乱を起こし、その翌日に始まった戦闘ではアルメニア人弓兵やカイロの民衆もこれに加わった。衝突はカイロ市内を中心として2日間にわたって続き、当初は反乱軍側が優勢だったものの、カリフのアーディドがサラーフッディーンの支持に回ったことや、カイロの南の城外にあった黒人部隊の居住地が襲撃されたこともあり、黒人部隊はカイロのズウェイラ門付近で降伏を余儀なくされた。サラーフッディーンはナイル川の対岸に位置するギーザまで安全に撤退することを認めたが、そこでサラーフッディーンの兄のトゥーラーン・シャーの部隊による襲撃を受け、ほぼ全滅するという結果に終わった。
ファーティマ朝支持派の軍隊の排除に成功したサラーフッディーンは政府の行政機構を掌握し、エジプトの事実上の支配者としての地位を確立した。そして1171年9月にはファーティマ朝自体を廃して自らの政権であるアイユーブ朝を成立させた。生き残った一部の黒人部隊の兵士たちは上エジプトに逃れ、なおも抵抗を続けたものの、一連の反乱は失敗に終わり、ファーティマ朝軍の主力を形成していた黒人奴隷兵はその姿を消していった。

## エジプトにおけるサラーフッディーンの台頭

1165年頃のレバント地方の勢力図。ファーティマ朝は左下の緑の部分に位置している。

1160年代に当時衰退しつつあったエジプトのファーティマ朝はエルサレム王国の十字軍による侵略、国内の混乱、そしてシリアの有力なスンナ派のイスラーム教徒の支配者であるヌールッディーンによる軍事介入に直面し、そのヌールッディーンは配下の将軍のシールクーフをエジプトに送り込んだ。その後は複雑な政治的、軍事的な駆け引きが続いたが、1169年1月にファーティマ朝のカリフのアーディド（在位：1160年 - 1171年）がシールクーフをワズィール（宰相）に任命したことで一旦混乱は収まった。しかし、シールクーフはその直後の1169年3月23日に急死し、シールクーフの甥にあたるサラーフッディーンがシリア軍内部のさまざまな派閥間における妥協の結果として後任のワズィールに選ばれた。
しかしながら、ワズィールに就任した当時のサラーフッディーンの立場は安泰とは言い難かった。これはシールクーフの率いていたシリア軍が数千人程度の規模しかなかったことに加え、その維持を図ることも容易ではなかったためである。サラーフッディーンが頼りにすることができたのはシールクーフの配下にあったクルド人指揮官たちの忠誠心だけであり、一方でトルコ人指揮官たちはサラーフッディーンの急速な台頭を妬んで離反する可能性があった。また、サラーフッディーンは名目上のイスマーイール派国家の政府の代表者でありながら自身はスンナ派の軍隊を率いるスンナ派の信奉者であり、さらにシーア派の一派であるイスマーイール派に対抗するスンナ派の大義の擁護者として広く知られていたヌールッディーンの臣下でもあった。サラーフッディーンに当初からファーティマ朝政権を廃する意思があったことは明らかだったが、それを実行に移せばファーティマ朝政府の内部、特に宮殿内のさまざまな派閥や権力集団から反発を受けるのは必至であった。当時のファーティマ朝のカリフは政治的には実質的に無力な存在だったものの、正統性の源泉となる重要な象徴性を持つ人物であり、莫大な財源も手にしていた。
このため、当初サラーフッディーンは慎重に行動せざるを得ず、アーディドと良好な関係を築き、カイロの市中をカリフと並んで行進してみせるなど、両者の協調的な関係を世間にアピールしようとした。しかし、サラーフッディーンのワズィールへの就任はヌールッディーンの不興を買い、ヌールッディーンはサラーフッディーンの行動に疑いを抱いただけでなくその地位も認めなかった。それでもなお、ヌールッディーンはエジプトにおけるシリアの立場を守り、十字軍のさらなる侵攻を防ぐために、1169年7月3日にサラーフッディーンの兄のトゥーラーン・シャーに率いられた新たな軍隊をエジプトに派遣した。その後、この軍隊は7月29日にカイロに到着した。

## ムウタミンの陰謀

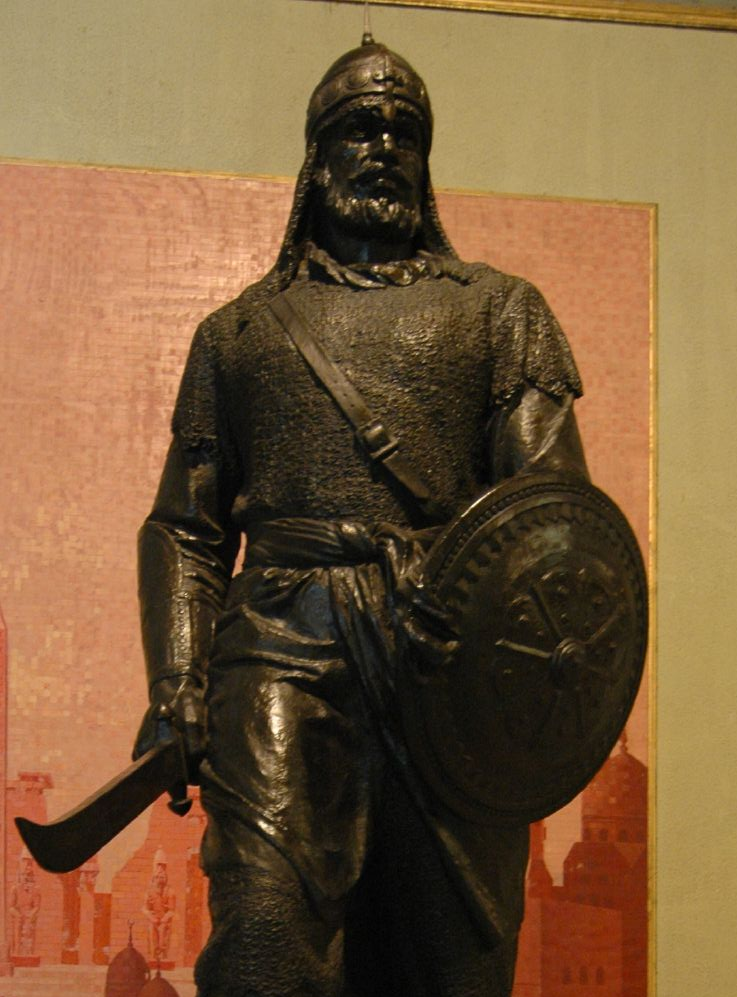
サラーフッディーンの銅像（エジプト国立軍事博物館）

これらの出来事の一方でサラーフッディーンはファーティマ朝政府から次第に距離を置くようになり、まずフトバ（金曜礼拝の説教）においてアーディドの名前に続けてヌールッディーンの名前を読み上げ始めた。アーディドは儀礼的な役割へ追いやられ、サラーフッディーンが騎乗したまま宮殿に入ることで公然とした辱めさえ受けた（それまでこの行為はカリフの特権であった）。さらにサラーフッディーンはシリア軍をあからさまに優遇し始め、軍隊の維持のために兵士に領地（イクター）を与える一方でファーティマ朝の軍司令官から同様の領地を取り上げた。
このようなサラーフッディーンの行動はファーティマ朝の支配者層の反発を招き、不満を抱く人々はカリフの宮殿（ファーティマ朝大宮殿）の執事であった黒人宦官のムウタミン・アル＝ヒラーファの下に結集した。中世の複数の年代記作家の記録によれば、ムウタミンは十字軍と接触を図り、エジプトへの侵攻を促すことでサラーフッディーンをカイロから引き離し、十字軍と対峙せざるを得ない状況を作り出そうとした。そしてサラーフッディーンを権力の座から追放するためにムウタミンとその支持者たちがクーデターを起こし、十字軍と対峙しているサラーフッディーンの後方から攻撃を仕掛けようと目論んだ。ムウタミンはこの目的のためにユダヤ人の使者を十字軍に遣わしたと伝えられているが、この使者は片方の足にもう片方と見た目が一致しない真新しいサンダルを履いていたため、サラーフッディーンの配下の人物に疑いの目を向けられた。結局この使者は捕らえられ、十字軍に宛てたムウタミンの手紙がサンダルから発見された。使者は拷問を受け、主人の陰謀を暴露した。
サラーフッディーンは陰謀の存在を知らされたが、すぐには行動を起こさなかった。自分の使者が捕らえられたことを知ったムウタミンはしばらくの間警戒を続け、安全な宮殿から離れようとしなかった。その後、安全になったと感じたムウタミンは地方の領地へ向かうために8月20日についにカイロを離れた。しかし、すぐにサラーフッディーンの部下がムウタミンを捕らえて殺害し、その首は主人のサラーフッディーンの下に届けられた。
ムウタミンの陰謀を伝える中世の史料における説明はその内容がすべて一致しているにもかかわらず、現代の一部の歴史家はこれらの史料の説明に対して懐疑的な見方をしている。M・C・ライオンズやD・E・P・ジャクソン、そしてヤーコフ・レフらは、不揃いな履き物による使者の発覚はよく見られる文学的な演出であり、トゥーラーン・シャーの増援部隊が到着していたこの時期はサラーフッディーンが自分の敵対者たちと決着をつける明らかな好機だったと指摘している。また、別の中世の史料ではサラーフッディーンがアーディドを信仰の敵であるとして廃位し、処刑することすら可能にする法的見解（フィクフ）を求めていたとされており、これはサラーフッディーンにファーティマ朝に逆らう明確な意思があったことを示唆している。ヤーコフ・レフは一連のムウタミンの陰謀の説明について、サラーフッディーンを支持する後世の歴史家たちがその一部始終を文学的に創作したに過ぎないと確信的に述べている。そしてその目的について、ファーティマ朝を廃する前段階としてムウタミンと黒人部隊（この部隊に関する詳細は後述）を排除したことを正当化し、サラーフッディーンの行動を純粋な防衛のための行動だったと見せることにあったと指摘している。サラーフッディーンの高官の一人であり擁護者の一人でもあったアル＝カーディー・アル＝ファーディルは、異教徒（アフリカ系黒人とアルメニア人）に対する闘争という宗教的な観点から黒人部隊とそのアルメニア人の同盟者に対する弾圧を正当化した。

## 黒人部隊の蜂起と敗北
一連の経緯の真偽はともかくとして、ムウタミン殺害の知らせはその翌日にカイロに駐留していた黒人部隊による蜂起を引き起こした。この部隊はムウタミンを自分たちの利益の代表者、あるいは擁護者のように考えていた。部隊を構成する黒人奴隷兵は、長い間エジプトにおいて兵士として雇われていた。部隊の規模はこの頃までに5万人に達していたと伝えられており、アルメニア人部隊とともにファーティマ朝軍の歩兵の主力を形成していた。続く8月22日に始まった戦闘は2日間にわたる血生臭い戦いとなり、双方に多くの死傷者を出す結果となった。

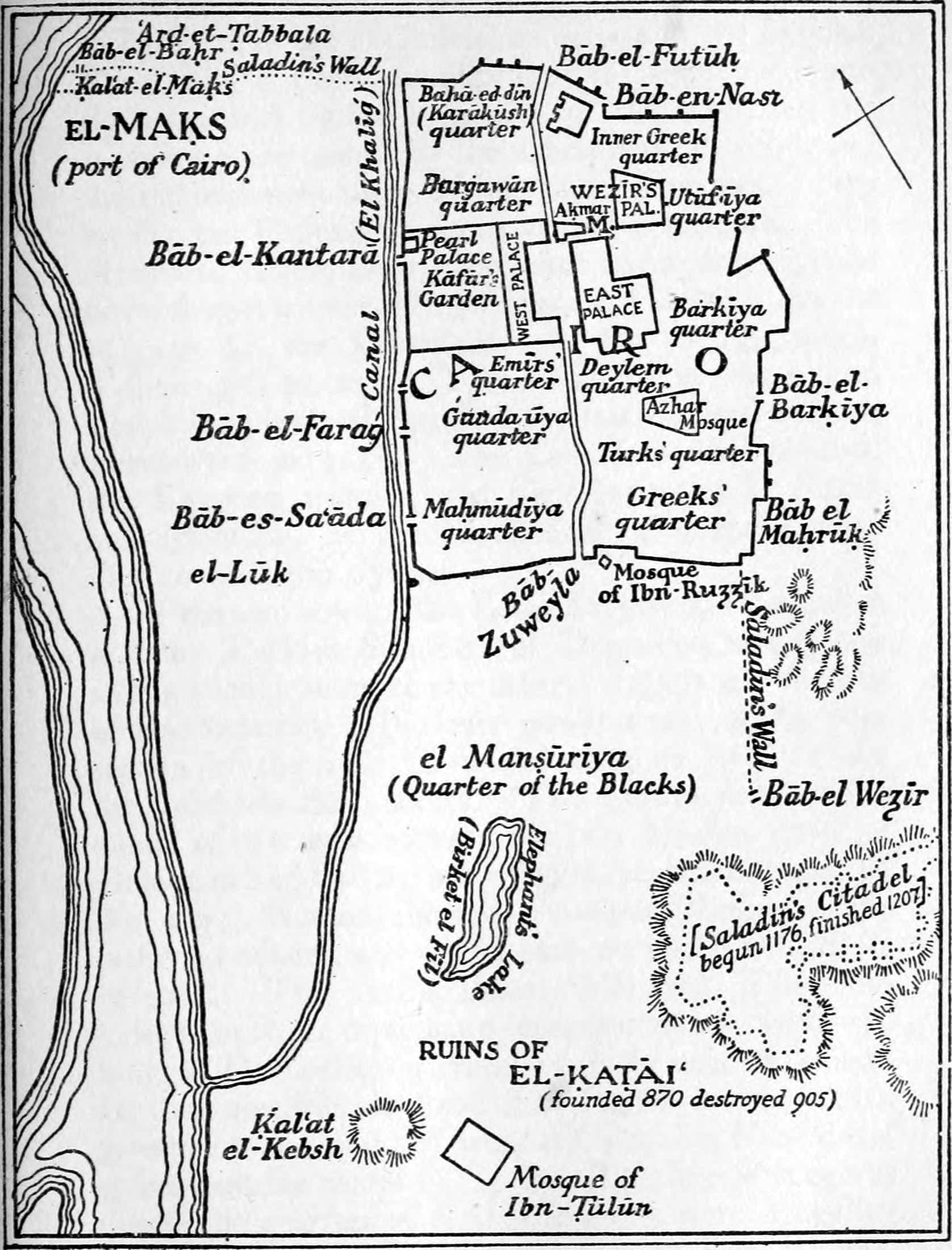
考古学者のスタンリー・レーン＝プールによって復元された都市のおおよその居住区の配置と宮殿の位置が示されているファーティマ朝時代のカイロの平面図

黒人部隊はカリフの宮殿とワズィールの宮殿（ダール・アル＝ウィザーラ）の間の広場に集結し、他のファーティマ朝の部隊やカイロの民間人もこれに加わった。トゥーラーン・シャーがサラーフッディーンに敵が集結したことを知らせに来たとき、サラーフッディーンはカリフが誰を支持するのか出方を窺うという受け身の態度を取ったと伝えられている。M・C・ライオンズとD・E・P・ジャクソンは、これは戦術的な決断であり、当面の戦闘はトゥーラーン・シャーに任せ、自分は控えの立場に回ったと指摘している。黒人部隊とその同盟者たちはともにワズィールの宮殿を攻撃したが、トゥーラーン・シャーの部隊の抵抗を受け、その間にサラーフッディーンは新たに編成されていたサラーヒーヤと呼ばれる連隊を急いで戦闘に投入した。その後、両者の衝突はカリフの東西の宮殿に挟まれた大きな広場であるバイナル・カスラインに移り、当時恐れられていたアルメニア人弓兵も黒人部隊に合流した。その一方でカリフのアーディドは宮殿の城壁の塔の上にある見晴らし台から戦況を見守った。
当初は反乱軍側が優勢だったとみられ、反乱軍はシリア軍を押し返した。カリフの宮殿の部隊もサラーフッディーンの兵士たちに石を投げ、矢を放ち始めたが、これがアーディドの命令によるものだったのかどうかは史料上明らかではない。カリフが敵に回ったと判断したトゥーラーン・シャーはナフサを使う弓兵たち（ナッファーティーンと呼ばれる）にカリフのいる見晴らし台を狙うように命じた。しかし、弓兵たちが射撃を開始する前にアーディドの使者が見晴らし台のある塔の門に現れ、「奴隷の犬たち」をこの国から追い出すまで戦うようにトゥーラーン・シャーに向かって大声で叫びながら督励した。カリフの支持の下で戦ってきたと信じていた黒人部隊はこの公然とした裏切りに狼狽し、戦意を失った。
同じ頃にサラーフッディーンは黒人部隊の居住区があるズウェイラ門の南に位置するアル＝マンスーラ（勝利者）地区に自分の部隊の一部を送り込んだ。送り込まれた部隊はこの居住区に火を放ち、黒人部隊の家族の女性や子供たちを攻撃した。この無防備な状態に置かれていた家族に対する攻撃を知った黒人部隊は戦闘を中断し、ズウェイラ門に向かって退却を始めた。しかし、サラーフッディーンの予備兵が脇道を占領し、大通りのある方向への退却を余儀なくさせたことで、黒人部隊は脇道を使った逃亡や追っ手の側方から逃れる手段を奪われた。黒人部隊の抵抗はいくつかの一軒家に立て籠って散発的な抵抗を見せる程度に止まり、追っ手のシリア軍は造作なくこれらの家屋に放火していった。一部のアルメニア人弓兵はシリア軍の前進を食い止めようとしたが、ファーティマ朝の宮殿の近くにあったアルメニア人弓兵の兵舎も同様に放火され、すべての者が殺害された。
結局、反乱側の部隊は市内から脱出することができなかった。ズウェイラ門から北へ550メートルに位置する刀売りの市場で黒人部隊は四方から包囲されていることに気づいた。その後、どうにかズウェイラ門まで逃れたものの、門が閉ざされていることに気づくと降伏する意思を示した。サラーフッディーンは黒人部隊がカイロから去ることを条件にこれを受け入れ、ナイル川の対岸に位置するギーザまで安全に移動することを認めた。しかし、そこで部隊はトゥーラーン・シャーによる攻撃を受け、生き延びたごく一部の者を除いて殺害された。

## 戦闘後の経過
アラビア語の年代記では「黒人たちの戦い」あるいは「奴隷たちの戦い」として知られるこの事件は、歴史家のヤーコフ・レフによれば、「サラーフッディーンがエジプトで権力を確立する上で唯一にして最も重要な出来事」であった。サラーフッディーンはこの事件をきっかけとして行政機構の掌握に乗り出し、シリア人の部下や近親者を要職に据えた。ムウタミンの地位は白人宦官でサラーフッディーンの腹心であったバハーウッディーン・カラークーシュに取って代わられ、他のすべての黒人宦官は宮仕えから追放された。サラーフッディーンの部下たちはカイロを含むエジプト全域で追放された黒人部隊とアルメニア人部隊の資産を没収した。さらにサラーフッディーンは配下の将校や部隊にカイロで空家となった物件を宿舎として分け与え始めた。その一方でアル＝マンスーラの居住区は取り壊され、後に庭園に改造された。

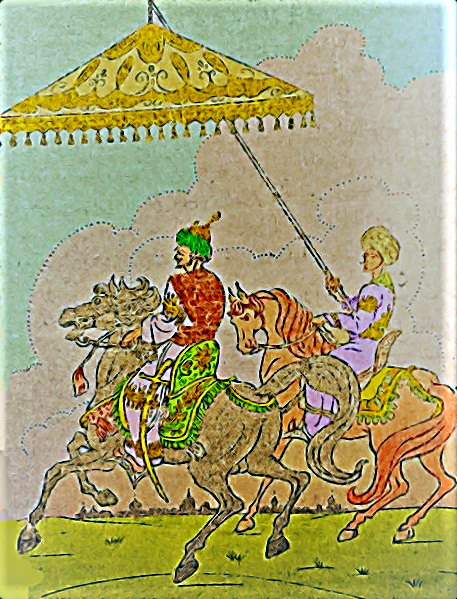
日傘を持つ召使いを伴って乗馬しているアーディドが描かれた挿絵。アーディドはサラーフッディーンの従属下に置かれて徐々に政権を解体されていき、ファーティマ朝は最終的にそのアーディドの死によって滅亡した。

この衝突におけるアーディドの役割がはっきりとしない中、サラーフッディーンの指揮官たちはアーディドに疑惑の目を向けたが、差し当たりアーディドに危害が加えられることはなかった。忠実な軍隊をすべて奪われ、自分の宮殿でカラークーシュに厳重に監視されていたアーディドは、今や完全にサラーフッディーンの言いなりとなっていた。さらにこのサラーフッディーンの勝利は、1170年から1171年にかけて続いたファーティマ朝政権に対するゆっくりとした、しかし容赦のない攻撃への開始の合図となった。1170年8月25日にアザーン（礼拝の呼びかけ）がシーア派の様式からスンナ派の様式に変更され、イスマーイール派の教義の公開講座も停止された。さらに司法長官（カーディーの長官）を含むあらゆる法官職もイスマーイール派の人物からスンナ派の人物に置き換えられた。
このようなファーティマ朝政権の解体に向けた一連のサラーフッディーンの政策は1171年9月10日にその頂点に達し、この日に行われた金曜礼拝のフトバにおいてアーディドに代わりスンナ派のアッバース朝のカリフであるムスタディー（在位：1170年 - 1180年）の名が読み上げられた。この象徴的な行為によってファーティマ朝による支配は終焉を迎え、さらにそのわずか数日後の1171年9月13日にアーディドも短い闘病生活の末に死去したことで王朝自体も終焉を迎えた。アーディドの死後、まだ規模の大きかったイスマーイール派の共同体はサラーフッディーンの新しいアイユーブ朝政権から迫害を受けた。ファーティマ朝の王家の人々は最初は宮殿に、さらに後にはカイロの城塞（シタデル）に拘留され、そこで生涯を終えた。
黒人部隊の中のごく一部の者だけがこの事件から逃れ、南方の上エジプトに向かった。サラーフッディーンは叔父のシハーブッディーン・アル＝ハーリミーにこれらの逃亡者を追跡し、掃討する任務を課した。その後の数か月にわたり、サラーフッディーンはファーティマ朝の陸軍の段階的な排除を進めたが、この政策は別のさらなる抵抗運動を引き起こすことになり、かつてのファーティマ朝の軍隊がアッバース・ブン・シャーディーを指揮官としてクースで反乱を起こした。この反乱は早々に鎮圧されたものの、ベドウィンの反抗に加えて逃亡した黒人奴隷兵も依然として存在していたことから、上エジプトの他の地域では混乱が続いた。
1173年から1174年にかけてファーティマ朝の復活を目論む陰謀事件が起こったが、この陰謀は失敗に終わった。この時、事件の首謀者たちは十字軍との戦いに赴いていたサラーフッディーンの不在を突いてカイロを占領するために黒人部隊とアルメニア人部隊を活用しようとしていたと記録されている。このため、上述のバイナル・カスラインの戦いの後もこれらの部隊の一部は継続して軍務に就いていたか、あるいはカイロかその近郊に危害を加えられることなく残されていた可能性がある。そしてこの陰謀が発覚し、その指導者たちが処刑された後にこれらの部隊は上エジプトへ追放された。そこで部隊の兵士たちはすぐにアスワン総督のカンズ・アッ＝ダウラが起こした反乱に加わり、ファーティマ朝を復活させるべくカイロに向かって進軍した。しかし、この反乱は1174年9月にサラーフッディーンの弟のアル＝アーディルによって鎮圧された。
ヤーコフ・レフは、この陰謀に関する伝統的な説明が主にアル＝カーディー・アル＝ファーディルの手による著作に基づいていることから、ムウタミンの陰謀についての記録と同様にこの事件に関する記録についてもその信憑性に疑問を呈している。この著作における説明は十字軍との共謀というモチーフを繰り返しているが、同時代にアル＝カーディー・アル＝ファーディルを除いて唯一重要な説明を残しているイマードゥッディーン・アル＝イスファハーニーの記録の中には同様の説明は見られない。さらにヤーコフ・レフは、上エジプトのようなただでさえ反抗的な地域に陰謀に加担したファーティマ朝支持派の軍隊を追放するという行為は不自然に見えると指摘している。また、この陰謀事件の結果として「サラーフッディーンの統治を危険にさらすことができる立場にない無害な人々」の粛清が行われたが、これらの人々は「文民の有力者層内部における古くからある競争の犠牲者」であり、サラーフッディーンは競争者にうまく動かされてこれらの人々の死を命じるに至ったと述べている。

## 歴史学における分析と評価
バイナル・カスラインの戦いについては現代の多くの学者によってさまざまな解釈が与えられている。例としてアンドリュー・S・エーレンクロイツは、1972年に出版されたサラーフッディーンの伝記の中で、この出来事を例に挙げて「冷酷な成功第一主義者」（歴史家のマイケル・ブレットによる解説）というアイユーブ朝のスルターン像を強調している。一方でジェレ・L・バカラクは、黒人奴隷兵がサラーフッディーンに反発したのはファーティマ朝への忠誠心に駆り立てられたからではなく、サラーフッディーンの軍隊がもっぱら騎兵隊に依存した黒人部隊とは異なる軍事システムを採用しながら支配していた一方で、自分たちには同様の役割がないという現実があったからだと強調している。バカラクが述べているように、黒人部隊が解体されたのち、「俸給を受け取る歩兵の常備軍がエジプトに戻ってきたのはヒジュラ暦923年（西暦1517年）にオスマン帝国軍が到来した時だけ」であった。
歴史家のバーナード・ルイスは、この衝突の原因が主として人種的な動機ではなく、むしろ政治的な動機にあったとしながらも、サラーフッディーンに好意的な年代記作家たちによる事後の扱いには人種的なニュアンスが込められていると述べており、これらの年代記作家は黒人部隊が過去数十年の間に数々の政治的陰謀に関与し、今になって正当な罰を受けたと説明するなど、その記述には黒人部隊の傲慢さと規律のなさといった点が強調されていると指摘している。例としてイマードゥッディーン・アル＝イスファハーニーは、「（黒人奴隷兵たちは）ワズィールに反旗を翻すたびにそのワズィールを殺した」、「彼らはすべての白人は脂肪のかけらであり、すべての黒人は石炭だと思っていた」などと記している。また、バーナード・ルイスはファーティマ朝軍の白人部隊がサラーフッディーンの軍隊に編入された一方で、黒人部隊は編入されなかった点を強調している。アイユーブ朝を継いだマムルーク朝の下でも黒人たちは召使いの奴隷としての立場でしか軍隊に採用されず、自由身分の白人兵士との間で厳格な隔離政策がとられていた。